# 김덕환
김덕환(金德煥, 1943년 8월 15일~)은 대한민국의 기업인이다.

## 학력
- 1959 ~ 1962 서울고등학교
- 1962 ~ 1969 서울대학교 정치학 학사

## 경력
- 1970년 제8회 행정고시 합격
- 1970.12~1973.1 상공부 통상진흥국 국제협력과 사무관
- 1973.1 대한상공회의소 비서실 실장
- 1975.4 쌍용그룹 부장
- 1992.1 쌍용그룹 CEO
- 1994.1~1998.3 쌍용그룹 종합조정실 실장